# El Menebhi
Sid Mehdi el Menebhi GCMG (* 1870-1941) war von 1900 bis 1903 marokkanischer Kriegsminister von Sultan Abd al-Aziz (Marokko).

## Leben
Der Großwesir Bou Ahmed hatte auf seinem Totenbett el Menebhi als seinen Nachfolger empfohlen. Von April 1900 bis April 1901 war ein Cousin von Bou Ahmed, Haddschi el-Mokhtar, Großwesir. Anschließend erklärte sich Bou Ahmed außer Stande das Amt des Großwesirs zu führen und ernannte Si Feddoul Gharnit zum Großwesir. Si Feddoul Gharnit sandte el-Menebhi in das Vereinigte Königreich von Großbritannien und Irland und in das Deutsche Reich. Den Außenminister Abdelkrim Ben Sliman († September 1907) sandte er nach Frankreich. Im Sommer 1901 machte Menebhi Staatsbesuche bei Eduard VII. und Wilhelm II., die französischen Behörden versuchten die Reise zu unterbinden. Unterdessen wurde gegen Menebhi am Hof intrigiert und er musste seine Reise vorzeitig beenden und nach Marokko zurückkehren. Seine Absetzung als Kriegsminister wurde durch scharfen Protest des britischen Botschafters verhindert.

## Krieg mit Muley Mohamet
Ein konkurrierender Anwärter um das Kalifat war Muley Mohamet, welcher von den Sultanen in Fès als Bou Hamara (Vater, Eigentümer der Eselin) bezeichnet wurde. Im November 1902 verließ Abd al-Aziz Fès in Richtung Rabat der Beginn dieser Harka hatte sich wegen eines beginnenden Aufstandes der Anhänger Bou Hamara verzögert. Aber die Lage schien sich beruhigt zu haben und eine Armee des Sultans wurde nach Taza gesandt, um den Aufstand niederzuschlagen.
Als Oberbefehlshaber hatte Abd al-Aziz seinen Bruder Mulai el-Kebir bestimmt. Auf den Einwand Walter Burton Harris, dass es sich bei diesem um ein Kind handelte, antwortete der Sultan: „Stimmt, aber meine anderen Brüder waren schon mit Expeditionen beauftragt worden und nun ist Mulai el-Kebir dran, der hatte noch keine Gelegenheit etwas Geld zu verdienen“. Taza wurde durch Truppen unter Menebhi am 29. Januar 1903 eingenommen. Im Juni 1903 wurden etwa 600 Soldaten der von Menebhi geleiteten Scherifenarmee bei einer Schlacht gegen Anhänger Bou Hamaras getötet. El Menebhi wurde von Mohammed Guebbas von der Tazi-Familie als Kriegsminister abgelöst, machte einen Haddsch und wohnte anschließend in Tanger. In der Folge der Absetzung von Menebhi wurde im Sommer 1904 dessen britischer Militärberater, Hamet Jaiya verhaftet und sein Eigentum konfisziert.

## Dar Menebhi
Menebhi ließ sich einen Palast, das Dar Menebhi in Marrakesch bauen. Harris berichtet in Maroco that was, von einer Fotografie, welche im Dar Menebhis nach 1908 aufgenommen wurde: Auf einem Sofa sitzen der Ex-Sultan Abd al-Aziz mit seinem Halbbruder, dem zur Zeit der Aufnahme regierenden Sultan Abd al-Hafiz, zusammen mit verschleierten Frauen, im Hintergrund stehen westlich gekleidete Männer. Harris erklärt, dass es sich bei den Frauen um französische Touristinnen handele, die anlässlich einer Party mit ihren Einkäufen posierten und es sich bei den Männern im Hintergrund um das Diplomatische Corps gehandelt habe. Harris berichtet über den Skandal, den die Fotografie im Harem von Mulai Abd al-Hafiz ausgelöst hat. Seit 1997 ist im Dar Menebhi das Marrakech-Museum untergebracht.

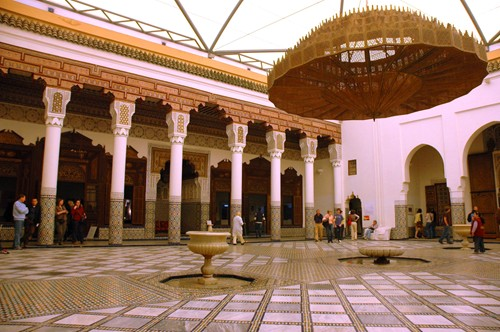
Patio
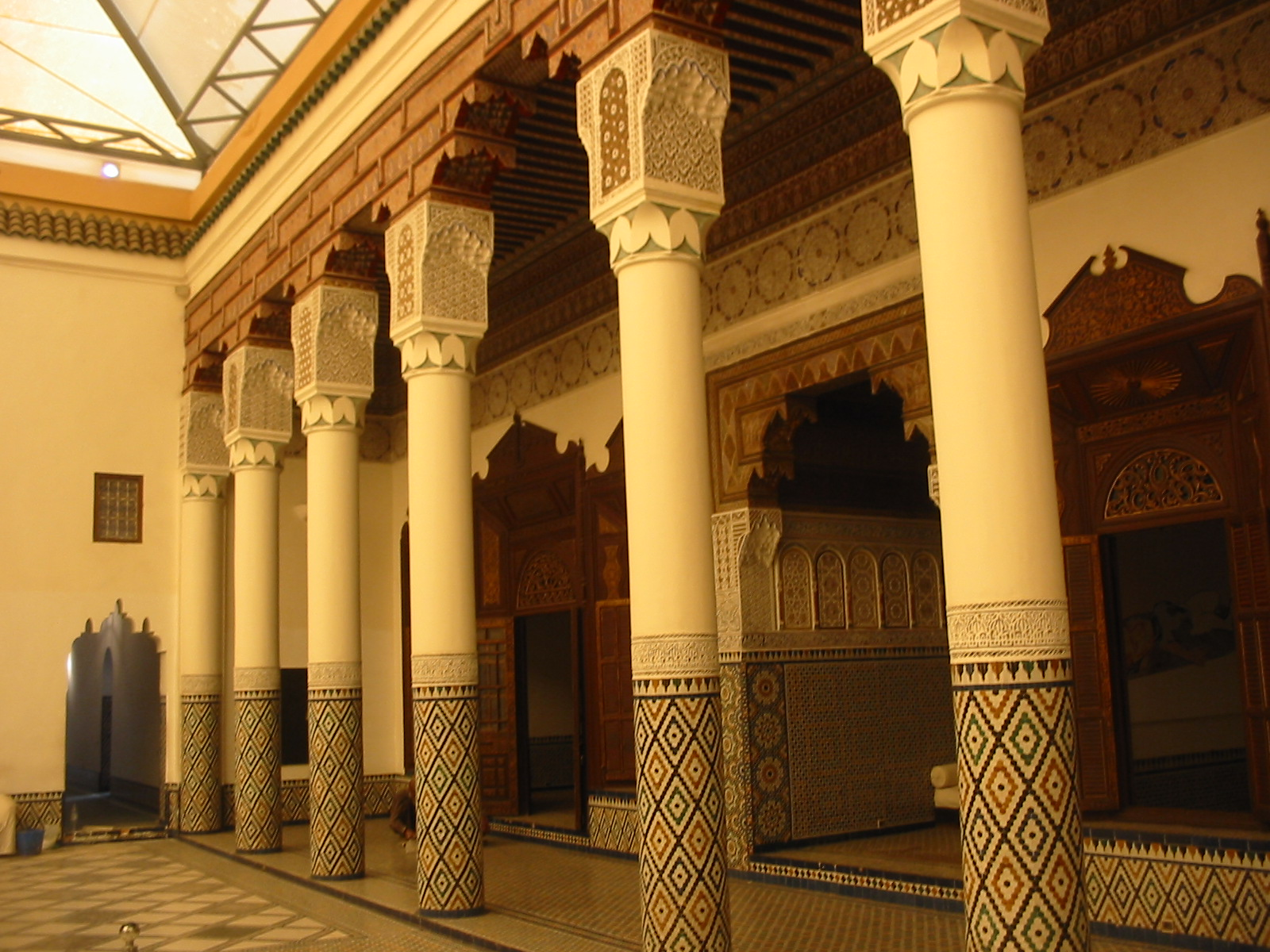
Dar Menebhi
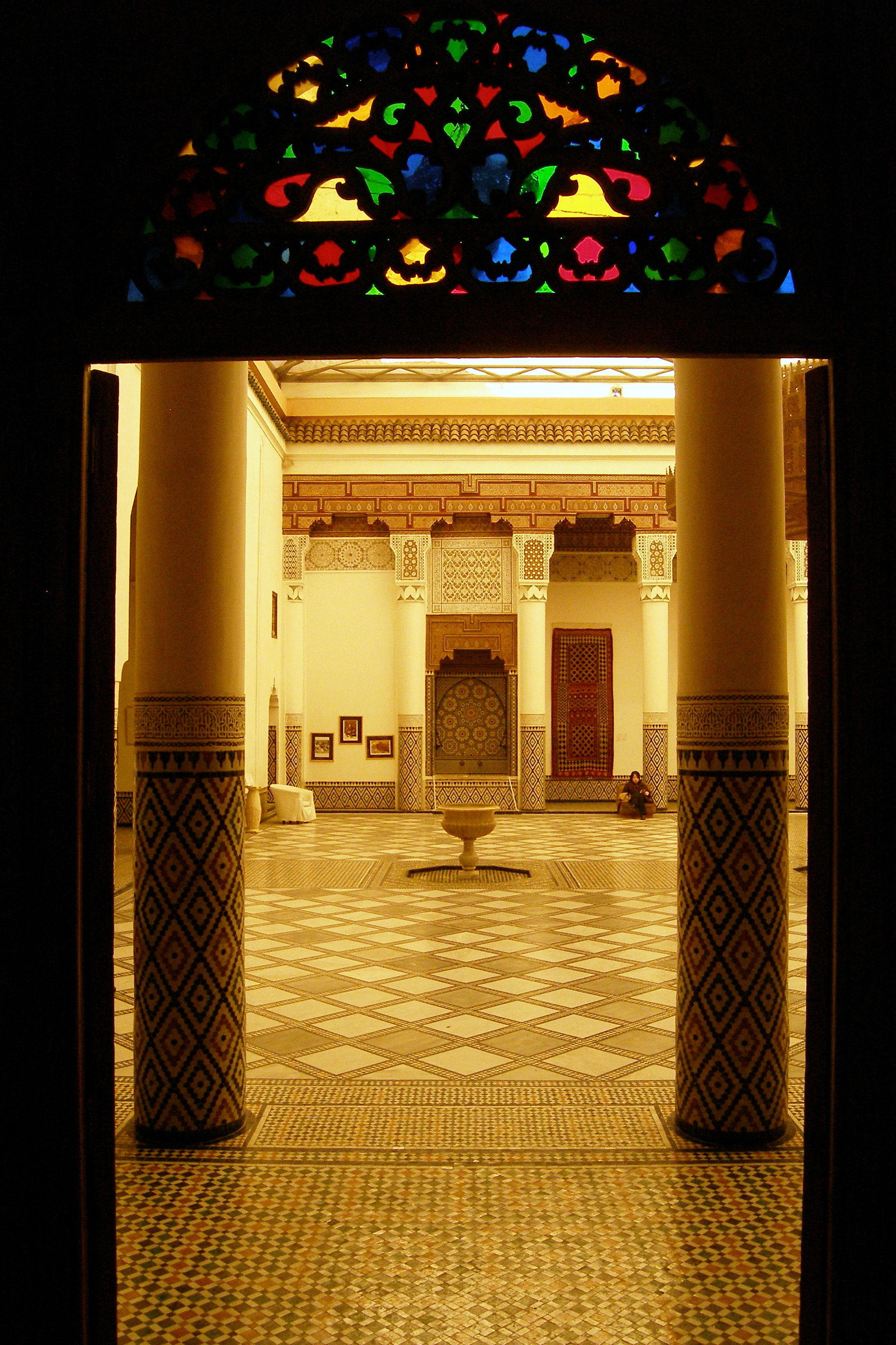
Dar Menebhi
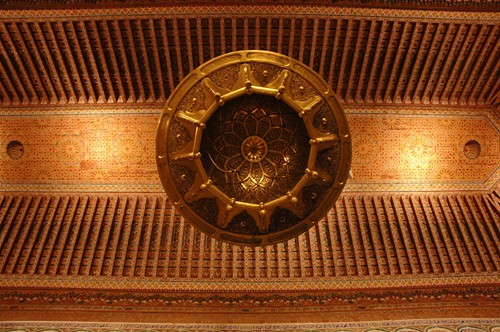
Saaldecke Dar Menebhi